# Distretto di Sarıcakaya
Il distretto di Sarıcakaya (in turco Sarıcakaya ilçesi) è uno dei distretti della provincia di Eskişehir, in Turchia.